# إليوتيريو غونزاليس
إليوتيريو غونزاليس (بالإسبانية: Eleuterio Anguita)‏ هو دراج إسباني، ولد في 31 مارس 1969 في مدريد في إسبانيا.

## وصلات خارجية
- إليوتيريو غونزاليس على موقع أرشيف الدراجات (الإنجليزية)
- إليوتيريو غونزاليس على موقع إحصائيات الدراجات الإحترافية (الإنجليزية)
- إليوتيريو غونزاليس على موقع نسبة الدراجات (الإنجليزية)